# Ruta Provincial 1 (San Luis)
La Ruta Provincial 1 es una importante arteria de la provincia de San Luis, Argentina, a la que atraviesa en sentido Norte-Sur alrededor de 151 km de extensión. Este camino continúa hacia el norte dentro de la provincia de Córdoba como RP14.
Es una ruta de no mucho tránsito, generalmente conformado por camiones y otros medios de transportes agropecuarios y fletero. En las temporadas de verano es concurrida por muchos turistas que viajan desde Villa Mercedes a la Villa de Merlo o viceversa. 
Pasa y une localidades (de norte a sur) como Carpintería, Los Molles, Cortaderas, Villa Larca, Papagayos, Villa del Carmen y La Punilla. Entre la anteriormente mencionada población y el empalme con la RN 8, en la localidad de Juan Jorba, no existe ningún poblado, constituyendo una zona riesgosa para viajeros desprovistos, ya que no hay estaciones de servicio ni pueblos donde abastecerse de alimentos o combustible. 
Entre las localidades de Merlo y La Punilla se encuentra en el pedemonte occidental de la Sierra de Comechingones.
En el año 2023 el gobernador Alberto Rodríguez Saá anunció la construcción de una autopista entre la Villa de Merlo y La Punilla.

## Antigua traza
La traza anterior de la misma ruta era de 200 km hasta la localidad cordobesa de Las Tapias. En 2008, durante las obras de cordones cuneta y pavimentación, la traza de 49 km desde esa localidad hasta la intersección de la Avenida Fermín Romero (Piedra Blanca) cambia de nombre a Ruta Provincial 14.

## Localidades
A lo largo de su recorrido, esta ruta atraviesa unas pocas localidades ubicadas en los tres diferentes departamentos que cruza, y que se detallan a continuación. Aquellas que figuran en itálica son cabecera del departamento respectivo. Entre paréntesis figuran los datos de población según censo del INDEC de 2010. Las localidades con la leyenda s/d hacen referencia a que no se encontraron datos oficiales.
- Departamento Junín: Villa de Merlo (28.000), Carpintería (7.000), Los Molles (732).
- Departamento Chacabuco: Cortaderas (822), Villa Larca (3.127), Papagayos (433), Villa del Carmen (751).
- Departamento General Pedernera: La Punilla (192), Juan Jorba (201).

## Recorrido
|  |  | CONTgq | ABZgr+r |  |

|  |  | WASSERq | WBRÜCKE1 | WASSERq |

|  |  | WASSERq | WBRÜCKE1 | WASSERq |

|  |  | CONTgq | ABZgr+r |  |

|  |  | WASSERq | WBRÜCKE1 | WASSERq |

|  |  |  | BHF |

|  |  | WASSERq | WBRÜCKE1 | WASSERq |

|  |  |  | BHF |

|  |  | WASSERq | WBRÜCKE1 | WASSERq |

|  |  |  | STR |

|  |  | GRZq | STR+GRZq | GRZq |

|  |  |  | STR |

|  |  | WASSERq | WBRÜCKE1 | WASSERq |

|  |  |  | TBHFaq | CONTfq |

|  |  | WASSERq | WBRÜCKE1 | WASSERq |

|  |  | WASSERq | WBRÜCKE1 | WASSERq |

|  |  |  | BHF |

|  |  | WASSERq | WBRÜCKE1 | WASSERq |

|  |  | WASSERq | WBRÜCKE1 | WABZq+l |

|  |  |  | STR | WASSER |

|  |  | WASSERq | WBRÜCKE1 | WASSERr |

|  |  | CONTgq | TBHFeq |  |

|  |  | WASSERq | WBRÜCKE1 | WASSERq |

|  |  | WASSERq | WBRÜCKE1 | WASSERq |

|  |  | exCONTgq | TBHFeq |  |

|  |  | WASSERq | WBRÜCKE1 | WASSERq |

|  |  | exCONTgq | TEEeq |  |

|  |  | CONTgq | TBHFeq |  |

|  |  |  | STR |

|  |  | GRZq | STR+GRZq | GRZq |

|  |  |  | STR |

|  |  | uexRESVGr | hKRZWae+GRZq | WASSERq |

|  |  | WASSERq | WBRÜCKE1 | WASSERq |

|  |  |  | GRENZE |

|  |  |  | TEEaq | CONTfq | CHURCH |  |

|  | CONTgq | ABZq+lr | SHI4gl+lq | CONTfq |

|  |  | BHF |

| lDAMPF |  | SKRZ-GBUE |  |  |

|  | CONTgq | SHI4gl+lq | CONTfq |  |